# Limfòcit T amb receptors d’antigen quimèrics

Passos descrits:
1. S'obtenen els limfòcits T de la sang del pacient.
2. A continuació, en un laboratori s'incorporen als limfòcits T el gen que codifica els receptors específics d'antigen.
3. Així es produeixen els RAQ a la superfície de les cèl·lules.
4. Els limfòcits T recentment modificats es recullen i es cultiven al laboratori.
5. Després d'un determinat període, els limfòcits T es transfonen al pacient.

Els limfòcits T amb receptors d'antigen quimèrics o limfòcits T amb immunoreceptors quimèrics o (cèl·lules T CAR, on CAR ve de l'anglès Chimeric antigen receptor; i que en català seria RAQ) són limfòcits T (o, el que és el mateix, cèl·lules T) que han estat dissenyats genèticament per produir un receptor artificial per a la seva utilització en immunoteràpia. [Per abreviar-ne l'escriptura els denominarem LT-RAQ].
Els receptors d'antigen quimèrics (CAR, de l'anglès) o immunoreceptors quimèrics (també coneguts com a receptors quimèrics de limfòcits (o cèl·lules) T o receptors artificials de cèl·lules T) són proteïnes receptores que han estat dissenyades per donar als limfòcits T la nova capacitat de crear una proteïna específica. Els receptors són quimèrics perquè combinen funcions de l'enllaç amb l'antigen amb l'activació dels limfòcits T en un únic receptor.
La teràpia cel·lular CAR-T utilitza limfòcits T dissenyats amb RAQ per teràpia contra el càncer. La premissa de la immunoteràpia CAR-T és modificar els limfòcits T per reconèixer les cèl·lules canceroses i destruir-les de manera més eficaç. Els científics recullen limfòcits T de la persona, els alteren genèticament i després transfonen el LT-RAQ resultants al pacient per atacar el seu tumor. Els LT-RAQ poden derivar de limfòcits T de la sang pròpia d'un pacient (autòlegs) o derivades de limfòcits T d'un altre donant sa (al·logènics). Un cop aïllats els limfòcits T de la sang de la persona, es modifiquen genèticament per expressar (mostrar en la superfície del limfòcit) un RAQ específic, programat per dirigir-se a un antigen present en la superfície dels tumors. Per seguretat, els LT-RAQ estan dissenyats per ser específics a un antigen expressat en les cèl·lules tumorals que no s'expressa en les sanes.
Després que els LT-RAQ es transfonen a un pacient, actuen com un “medicament viu” contra les cèl·lules canceroses. Quan entren en contacte amb l'antigen d'una cèl·lula cancerosa, els LT-RAQ s'hi uneixen, s'activen, es multipliquen (proliferació) i es fan citotòxiques. Els LT-RAQ destrueixen les cèl·lules mitjançant diversos mecanismes, amb l'augment de la secreció de factors que afecten les cèl·lules (citotoxicitat) com les citocines, les interleucines i factors de creixement, podent ser també tòxiques per a altres cèl·lules vives.